# Costante di Conway
La costante di Conway è una costante matematica legata a un gioco, il decadimento audioattivo. Essa riguarda il tasso di crescita di una stringa di numeri quando ad essa viene applicata la regola del decadimento audioattivo, detta anche guarda e parla: se si trovano n cifre adiacenti uguali ad x, al loro posto si sostituisce nx.
Esempio: se si ha una stringa fatta così:
222
al suo posto si sostituisce 32 (sono tre cifre "due"). Poi il procedimento si può ripetere, e al passo successivo si sostituisce la stringa 1312 (un "tre" e un "due").
Ad esclusione del caso in cui il numero di partenza sia 22  (che dà luogo alla sequenza degenere 22, 22, 22, ...), il numero di cifre Ln dell'n-esima stringa è una quantità che cresce al crescere di n. Inoltre, la crescita media è di circa il 30% o, più precisamente, si ha che
{\displaystyle \lim _{n\to \infty }{\frac {L_{n+1}}{L_{n}}}=\lambda ,}
dove {\displaystyle \lambda } = 1,3035772690342963912570991121525518907307025046594... è chiamata costante di Conway ed è l'unica radice reale positiva dell'equazione

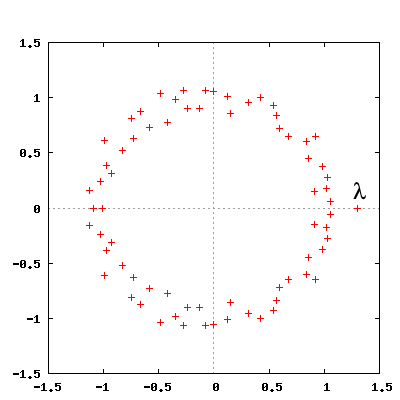
Le soluzioni del polinomio di Conway sul piano complesso: si osservano tre soluzioni reali, una sola delle quali è positiva.

{\displaystyle x^{71}-x^{69}-2x^{68}-x^{67}+2x^{66}+2x^{65}+x^{64}-x^{63}-x^{62}-x^{61}-x^{60}-x^{59}+}
{\displaystyle 2x^{58}+5x^{57}+3x^{56}-2x^{55}-10x^{54}-3x^{53}-2x^{52}+6x^{51}+6x^{50}+x^{49}+9x^{48}-3x^{47}-}
{\displaystyle 7x^{46}-8x^{45}-8x^{44}+10x^{43}+6x^{42}+8x^{41}-5x^{40}-12x^{39}+7x^{38}-7x^{37}+7x^{36}+x^{35}-}
{\displaystyle 3x^{34}+10x^{33}+x^{32}-6x^{31}-2x^{30}-10x^{29}-3x^{28}+2x^{27}+9x^{26}-3x^{25}+14x^{24}-8x^{23}-}
{\displaystyle 7x^{21}+9x^{20}+3x^{19}-4x^{18}-10x^{17}-7x^{16}+12x^{15}+7x^{14}+2x^{13}-12x^{12}-4x^{11}-}
{\displaystyle 2x^{10}+5x^{9}+x^{7}-7x^{6}+7x^{5}-4x^{4}+12x^{3}-6x^{2}+3x-6=0}